# Pterostylis foliata
Pterostylis foliata är en orkidéart som beskrevs av Joseph Dalton Hooker. Pterostylis foliata ingår i släktet Pterostylis och familjen orkidéer. Inga underarter finns listade i Catalogue of Life.